# 佩蒂娅·内德尔奇娃
佩蒂娅·内德尔奇娃（1983年7月30日—），保加利亞女子羽毛球運動員。目前是保加利亞的頭號女單選手。

## 簡歷
2004年，内德尔奇娃代表保加利亞出戰雅典奥运会羽毛球比賽，她在女單項目先後淘汰丹麥的蒂内·鲍恩和韓國的徐潤熙晉身第三圈，最後以0比2（4-11、1-11）負於中國的周蜜出局。此外，她也夥拍老將Neli Boteva參加女雙項目，惜在首圈已負於英國選手出局。
2008年，内德尔奇娃代表保加利亞出戰北京奥运会羽毛球女子單打比賽，先後擊敗瑞典和埃及的選手晉身第三圈，最後以0比2（16-21、8-21）負於馬來西亞的黄妙珠出局。
2012年，内德尔奇娃代表保加利亞出戰英國倫敦舉行的奥林匹克运动会羽毛球比賽女子單打項目，第三度征戰奧運賽場。在小組賽階段，她先以2比0戰勝白俄羅斯的阿莱西亚·扎伊特萨娃，後以0比2負於印尼的阿德里安蒂·菲尔达萨里，最終以一勝一負的小組次名成績出局。
2013年8月，内德尔奇娃參加中國廣州舉行的世界羽毛球錦標賽，在比賽首日，她先與蘇格蘭的伊莫金·班克尔出戰女子雙打項目，但首圈就以1比2（21-18、18-21、16-21）負於泰國的娜丽莎帕·拉姆/莎拉丽·桑松卡姆出局。此外，她個人亦出戰女子單打項目，首圈以2-0擊敗俄羅斯選手娜塔莉亚·佩米诺娃晉級，但在第二圈卻以1比2（21-11、16-21、18-21）不敵11號種子、日本的廣瀨榮理子出局。
2014年8月，内德尔奇娃參加丹麥哥本哈根舉行的世界羽毛球錦標賽，出戰女子單打項目。首圈以2-0擊敗烏克蘭選手玛丽亚·乌利蒂娜晉級，但在第二圈就以0比2（12-21、7-21）不敵13號種子、日本的高橋沙也加出局。
2015年8月，内德尔奇娃參加印尼雅加達舉行的世界羽毛球錦標賽，出戰女子單打項目。她在首圈以2-1反勝加拿大選手雷切尔·洪德里克晉級，但在第二圈就以0比2（10-21、11-21）不敵3號種子、中國的李雪芮出局。

## 主要比賽成績
只列出曾進入準決賽的國際賽事成績：
| 年份   | 賽事                       | 公開賽級別 | 項目     | 拍檔                      | 成績   |
| ------ | -------------------------- | ---------- | -------- | ------------------------- | ------ |
| 2007年 | 韓國羽毛球超級賽           | 超級賽     | 女子單打 | －                        | 準決賽 |
| 2007年 | 德國羽毛球大獎賽           | 大獎賽     | 女子單打 | －                        | 準決賽 |
| 2007年 | 印尼羽毛球超級賽           | 超級賽     | 女子單打 | －                        | 準決賽 |
| 2008年 | 保加利亞羽毛球大獎賽       | 大獎賽     | 女子單打 | －                        | 冠軍   |
| 2008年 | 俄羅斯羽毛球大獎賽         | 大獎賽     | 女子單打 | －                        | 準決賽 |
| 2008年 | 俄羅斯羽毛球大獎賽         | 大獎賽     | 女子雙打 | 迪米特丽亚·博普斯托伊科娃 | 亞軍   |
| 2009年 | 瑞典斯德哥爾摩羽毛球國際賽 | 國際挑戰賽 | 女子單打 | －                        | 準決賽 |
| 2009年 | 瑞典斯德哥爾摩羽毛球國際賽 | 國際挑戰賽 | 女子雙打 | 迪米特丽亚·博普斯托伊科娃 | 準決賽 |
| 2009年 | 奧地利羽毛球國際挑戰賽     | 國際挑戰賽 | 女子單打 | －                        | 亞軍   |
| 2009年 | 羅馬尼亞羽毛球國際賽       | 國際系列賽 | 女子單打 | －                        | 冠軍   |
| 2009年 | 羅馬尼亞羽毛球國際賽       | 國際系列賽 | 女子雙打 | 迪米特丽亚·博普斯托伊科娃 | 冠軍   |
| 2009年 | 波蘭羽毛球國際賽           | 國際挑戰賽 | 女子單打 | －                        | 亞軍   |
| 2009年 | 波蘭羽毛球國際賽           | 國際挑戰賽 | 女子雙打 | 黛安娜·迪莫娃             | 冠軍   |
| 2009年 | 荷蘭羽毛球國際賽           | 國際挑戰賽 | 女子單打 | －                        | 亞軍   |
| 2009年 | 荷蘭羽毛球國際賽           | 國際挑戰賽 | 女子雙打 | 迪米特丽亚·博普斯托伊科娃 | 準決賽 |
| 2009年 | 保加利亞羽毛球國際賽       | 國際挑戰賽 | 女子單打 | －                        | 冠軍   |
| 2009年 | 保加利亞羽毛球國際賽       | 國際挑戰賽 | 女子雙打 | 安娜斯塔西亚·鲁斯基赫     | 冠軍   |
| 2009年 | 荷蘭羽毛球大獎賽           | 大獎賽     | 女子雙打 | 安娜斯塔西亚·鲁斯基赫     | 準決賽 |
| 2010年 | 奧地利羽毛球國際挑戰賽     | 國際挑戰賽 | 女子單打 | －                        | 亞軍   |
| 2010年 | 歐洲羽毛球錦標賽           | 其他       | 女子雙打 | 安娜斯塔西亚·鲁斯基赫     | 亞軍   |
| 2010年 | 白夜羽毛球賽               | 國際挑戰賽 | 女子單打 | －                        | 準決賽 |
| 2010年 | 白夜羽毛球賽               | 國際挑戰賽 | 女子雙打 | 安娜斯塔西亚·鲁斯基赫     | 亞軍   |
| 2010年 | 保加利亞羽毛球國際賽       | 國際挑戰賽 | 女子單打 | －                        | 冠軍   |
| 2010年 | 保加利亞羽毛球國際賽       | 國際挑戰賽 | 女子雙打 | 安娜斯塔西亚·鲁斯基赫     | 冠軍   |
| 2010年 | 丹麥羽毛球超級賽           | 超級賽     | 女子單打 | －                        | 準決賽 |
| 2010年 | 法國羽毛球超級賽           | 超級賽     | 女子雙打 | 安娜斯塔西亚·鲁斯基赫     | 亞軍   |
| 2011年 | 全英羽毛球首要超級賽       | 首要超級賽 | 女子單打 | －                        | 準決賽 |
| 2011年 | 意大利羽毛球國際賽         | 國際挑戰賽 | 女子單打 | －                        | 亞軍   |
| 2011年 | 土耳其羽毛球國際賽         | 國際系列賽 | 女子單打 | －                        | 冠軍   |
| 2012年 | 芬蘭羽毛球公開賽           | 國際挑戰賽 | 女子單打 | －                        | 準決賽 |
| 2012年 | 保加利亞羽毛球國際賽       | 國際挑戰賽 | 女子單打 | －                        | 冠軍   |
| 2012年 | 保加利亞羽毛球國際賽       | 國際挑戰賽 | 女子雙打 | 迪米特丽亚·博普斯托伊科娃 | 準決賽 |
| 2012年 | 碧特博格羽毛球黃金大獎賽   | 黃金大獎賽 | 女子單打 | －                        | 準決賽 |
| 2012年 | 威爾斯羽毛球國際賽         | 國際挑戰賽 | 女子單打 | －                        | 亞軍   |
| 2012年 | 威爾斯羽毛球國際賽         | 國際挑戰賽 | 女子雙打 | 迪米特丽亚·博普斯托伊科娃 | 準決賽 |
| 2013年 | 奧地利羽毛球國際挑戰賽     | 國際挑戰賽 | 女子單打 | －                        | 亞軍   |
| 2013年 | 法國羽毛球國際賽           | 國際挑戰賽 | 女子雙打 | 伊莫金·班克尔             | 準決賽 |
| 2013年 | 芬蘭羽毛球公開賽           | 國際挑戰賽 | 女子雙打 | 伊莫金·班克尔             | 冠軍   |
| 2013年 | 荷蘭羽毛球國際賽           | 國際挑戰賽 | 女子雙打 | 伊莫金·班克尔             | 亞軍   |
| 2013年 | 保加利亞羽毛球公開賽       | 國際系列賽 | 女子雙打 | 迪米特丽亚·博普斯托伊科娃 | 冠軍   |
| 2013年 | 哈爾科夫羽毛球國際賽       | 國際挑戰賽 | 女子雙打 | 伊莫金·班克尔             | 冠軍   |
| 2013年 | 比利時羽毛球國際賽         | 國際挑戰賽 | 女子雙打 | 伊莫金·班克尔             | 冠軍   |
| 2013年 | 捷克羽毛球國際賽           | 國際挑戰賽 | 女子雙打 | 伊莫金·班克尔             | 冠軍   |
| 2013年 | 保加利亞羽毛球國際賽       | 國際挑戰賽 | 女子單打 | －                        | 亞軍   |
| 2013年 | 保加利亞羽毛球國際賽       | 國際挑戰賽 | 女子雙打 | 伊莫金·班克尔             | 準決賽 |
| 2013年 | 蘇格蘭羽毛球大獎賽         | 大獎賽     | 女子雙打 | 伊莫金·班克尔             | 準決賽 |
| 2014年 | 瑞典羽毛球大師賽           | 國際挑戰賽 | 女子單打 | －                        | 準決賽 |
| 2014年 | 歐洲女子羽毛球團體錦標賽   | 其他       | 女子團體 | －                        | 季軍   |
| 2014年 | 波蘭羽毛球公開賽           | 國際挑戰賽 | 女子單打 | －                        | 準決賽 |
| 2014年 | 法國羽毛球國際賽           | 國際挑戰賽 | 女子雙打 | 伊莫金·班克尔             | 冠軍   |
| 2014年 | 歐洲羽毛球錦標賽           | 其他       | 女子雙打 | 伊莫金·班克尔             | 準決賽 |
| 2014年 | 白夜羽毛球賽               | 國際挑戰賽 | 女子單打 | －                        | 冠軍   |
| 2014年 | 保加利亞羽毛球公開賽       | 國際系列賽 | 女子單打 | －                        | 冠軍   |
| 2014年 | 保加利亞羽毛球公開賽       | 國際系列賽 | 女子雙打 | 迪米特丽亚·博普斯托伊科娃 | 亞軍   |
| 2014年 | 意大利羽毛球國際賽         | 國際挑戰賽 | 女子單打 | －                        | 準決賽 |
| 2015年 | 奧地利羽毛球公開賽         | 國際挑戰賽 | 女子單打 | －                        | 準決賽 |
| 2015年 | 波蘭羽毛球公開賽           | 國際挑戰賽 | 女子單打 | －                        | 準決賽 |
| 2015年 | 西班牙羽毛球國際賽         | 國際挑戰賽 | 女子單打 | －                        | 準決賽 |
| 2015年 | 歐洲運動會羽毛球比賽       | 其他       | 女子單打 | －                        | 銅牌   |
| 2015年 | 威爾斯羽毛球國際賽         | 國際挑戰賽 | 女子單打 | －                        | 準決賽 |
| 2016年 | 歐洲女子羽毛球團體錦標賽   | 其他       | 女子團體 | －                        | 亞軍   |
| 2016年 | 希臘羽毛球國際賽           | 未來系列賽 | 女子雙打 | 玛丽亚·米特索娃           | 冠軍   |
| 2016年 | 希臘羽毛球國際賽           | 未來系列賽 | 混合雙打 | 利利安·米哈伊洛夫         | 冠軍   |
| 2016年 | 保加利亞羽毛球公開賽       | 國際系列賽 | 女子雙打 | 玛丽亚·米特索娃           | 亞軍   |
| 2016年 | 斯洛伐克羽毛球公開賽       | 未來系列賽 | 女子雙打 | 玛丽亚·米特索娃           | 冠軍   |
| 2016年 | 布拉格羽毛球公開賽         | 國際挑戰賽 | 女子雙打 | 玛丽亚·米特索娃           | 亞軍   |
| 2016年 | 匈牙利羽毛球國際賽         | 國際系列賽 | 女子雙打 | 玛丽亚·米特索娃           | 冠軍   |
| 2016年 | 意大利羽毛球國際賽         | 國際挑戰賽 | 女子雙打 | 玛丽亚·米特索娃           | 亞軍   |
| 2017年 | 愛沙尼亞羽毛球國際賽       | 國際系列賽 | 女子雙打 | 玛丽亚·米特索娃           | 冠軍   |

| 2007-2017年 | 首要超級賽 | 超級賽 | 黃金大獎賽 | 大獎賽 | 國際挑戰賽 | 國際系列賽 | 未來系列賽 | 其他 |

| 2018-2026年 | 總決賽 | 超級1000賽 | 超級750賽 | 超級500賽 | 超級300賽 | 超級100賽 | 國際挑戰賽 | 國際系列賽 | 未來系列賽 | 其他 |

### 奧運會和世錦賽參賽紀錄
|          | 搭檔                      | 2001 | 2003 | 2004 | 2005 | 2006 | 2007 | 2008 | 2009 | 2010 | 2011 | 2012       | 2013 | 2014 | 2015 |
| -------- | ------------------------- | ---- | ---- | ---- | ---- | ---- | ---- | ---- | ---- | ---- | ---- | ---------- | ---- | ---- | ---- |
| 女子單打 | －                        | 32強 | 64強 | 8強  | 64強 | 8強  | 16強 | 16強 | 16強 | 16強 | 16強 | 小組第二名 | 32強 | 32強 | 32強 |
|          |                           |      |      |      |      |      |      |      |      |      |      |            |      |      |      |
| 女子雙打 | Neli Boteva               | －   | －   | 32強 | －   | －   | －   | －   | －   | －   | －   | －         | －   | －   | －   |
| 女子雙打 | 黛安娜·迪莫娃             | －   | －   | －   | －   | 48強 | 32強 | －   | －   | －   | －   | －         | －   |      |      |
| 女子雙打 | 迪米特丽亚·博普斯托伊科娃 | －   | －   | －   | －   | －   | －   | －   | 32強 | －   | －   | －         | －   | －   | －   |
| 女子雙打 | 安娜斯塔西亚·鲁斯基赫     | －   | －   | －   | －   | －   | －   | －   | －   | 16強 | －   | －         | －   | －   | －   |
| 女子雙打 | 伊莫金·班克尔             | －   | －   | －   | －   | －   | －   | －   | －   | －   | －   | －         | 48強 | 48強 | －   |